# Gąsierzyńska Zatoka
Gąsierzyńska Zatoka – zatoka, część Roztoki Odrzańskiej, w jej północno-wschodniej części nad brzegiem Doliny Dolnej Odry. 
Wody Gąsierzyńskiej Zatoki przynależą do gminy Stepnica. W pobliżu zatoki leży wieś Gąsierzyno. Na południowy wschód od zatoki rozciągają się tzw. Wielkie Łąki.
Nazwę Gąsierzyńska Zatoka wprowadzono urzędowo rozporządzeniem w 1949 roku, zastępując poprzednią niemiecką nazwę zatoki – Ganseriner Lanke.